# Война между Октавиан и Антоний
Войната между Октавиан и Антоний, наричана още Антониева гражданска война, е последната от римските граждански войни на републиката. Войната се води между Клеопатра (съюзена с Марк Антоний) и Октавиан. След като Римския сенат обявява война на египетската царица Клеопатра, Антоний, неин любовник и съюзник, предава Рим и заема страната на Клеопатра.
Съставената три столетия след събитията „Римска история“ на Дион Касий дава ценни подробности за причините за конфликта:
| „ | Причини за войната и недоверието се намериха. Антоний обвиняваше цезаря, че е отстранил Лепид от управлението на държавата и че си е присвоил земите и войската на Секст и Лепид, въпреки уговорката тя да остане обща за двамата. Затова той предявяваше претенции към половината от земята и войниците, тъй като те били рекрутирани в онази част на Италия, която била считана за обща собственост. Цезарят обвиняваше Антоний, че е обсебил Египет и други някои страни, без да е хвърлян жребий, че е убил Секст (когото самият той уж бил пощадил милостиво) и че като е измамил, пленил и оковал арменския цар, е създал лоша слава на римския народ. Цезарят също си искаше половината от плячката. Освен това, той винеше Антоний заради Клеопатра и децата ѝ, които бил припознал за свои... Ето в какви неща те взаимно се обвиняваха и по този начин търсеха да оправдаят някакси своето поведение... | “ |

След решителната победа на Октавиан в битката при Акциум, Клеопатра и Антоний бягат в Александрия. Когато година по-късно Октавиан обсажда града, те и двамата се самоубиват.